# Antoni Novellas i Crehuet
Antoni Novellas i Crehuet (Granollers, Vallès Oriental, 1850 - Granollers, Vallès Oriental, 1902) a ser un dramaturg català.
Fill d'una modesta família, es dedicà a la indústria tèxtil i en els seus ocis cultivà la literatura dramàtica, a la que era molt aficionat. En les societats recreatives catòliques havia aconseguit molts aplaudiments com a actor i també com a autor, i entre les produccions teatrals que donà a la impremta, totes elles estrenades en el Centre Catòlic de Granollers, figuren: el drama en tres actes i en vers Misèries humanes (Barcelona, 1886); el drama en quatre actes Enric VIII, "el Neró d'Anglaterra", inspirada en la tragèdia Tomasso Moro, de Silvio Pellico (Barcelona, 1887); la sarsuela Lo promès de la Sila, amb música del mestre Manuel Granadell i Soler (Barcelona, 1887); Los esquellots d'un viudo, etc. En el repertori d'aquestes obres queda descartat l'element femení.